# 船尾座L2
船尾座L2，又名CD-44 3227，HD 56096、SAO 218549、HR 2748，是船尾座的一颗恒星，视星等为5.1，位于銀經255.77，銀緯-15.04，其B1900.0坐标为赤經7h 10m 29.1s，赤緯-44° -15.04′ 36″。

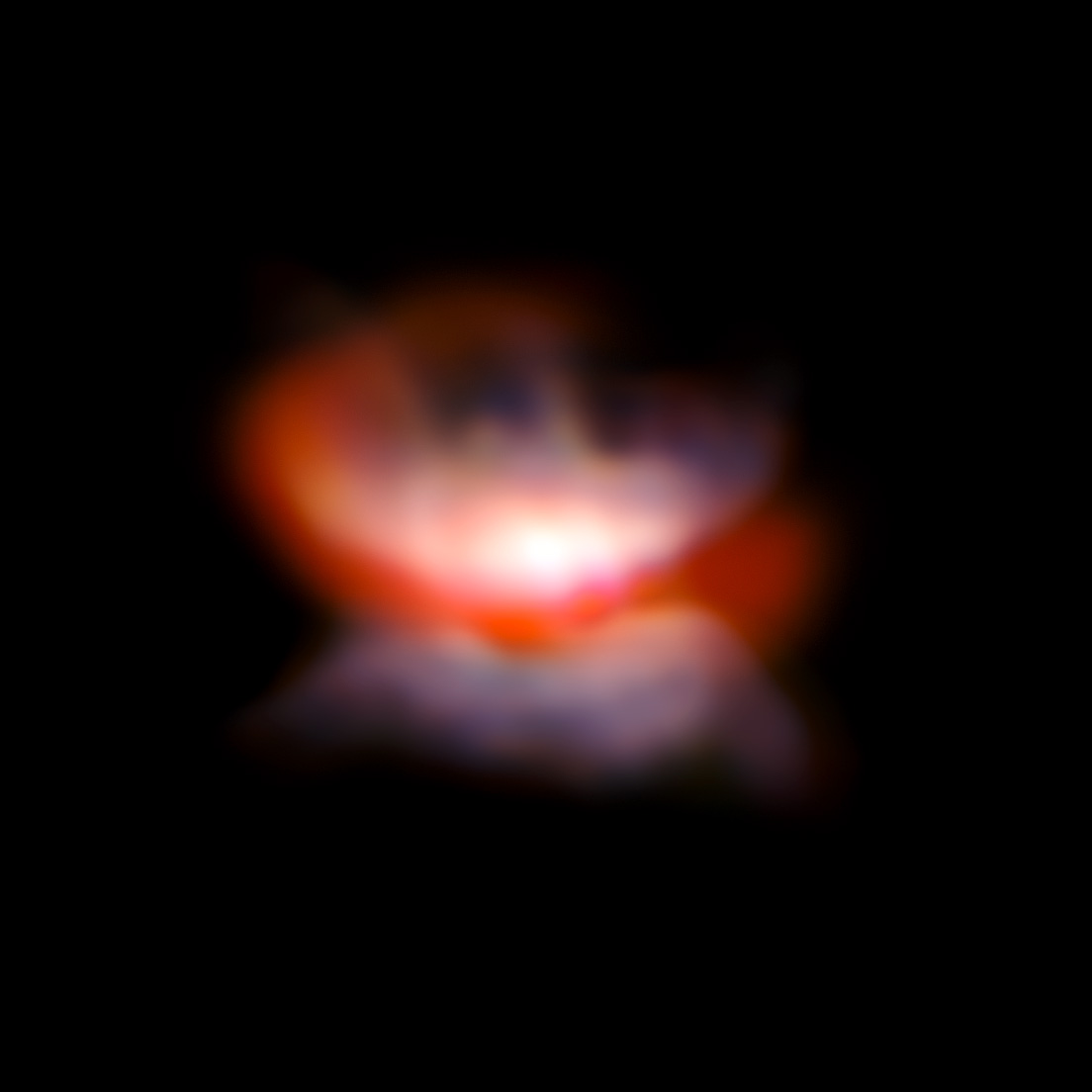